# Luni (Itália)
Luni (antiga Ortonovo) é uma comuna italiana da região da Ligúria, Província da Spezia, com cerca de 8.188 habitantes. Estende-se por uma área de 13 km², tendo uma densidade populacional de 630 hab/km². Faz fronteira com Carrara (MS), Castelnuovo Magra, Fosdinovo (MS), Sarzana.
Até 20 de abril de 2017 era denominada Ortonovo. Durante o período romano era conhecida como Porto Lunas (em latim: Portus Lunae).

## Demografia
| Variação demográfica do município entre 1861 e 2011                               |
|                                                                                   |
| Fonte: Istituto Nazionale di Statistica (ISTAT) - Elaboração gráfica da Wikipedia |